# Aphanamixis
Aphanamixis é um género botânico pertencente à família Meliaceae.

## Espécies
- Aphanamixis borneensis
- Aphanamixis polystachya
- Aphanamixis sumatrana